# Topolin (Varsovie-ouest)
Pour les articles homonymes, voir Topolin.
Topolin (prononciation : [tɔˈpɔlin]) est un village polonais, situé dans la gmina de Stare Babice de la Powiat de Varsovie-ouest et dans la voïvodie de Mazovie dans le centre-est de la Pologne.
Il se situe à environ 8 kilomètres à l'ouest de Stare Babice, 5 kilomètres au nord-ouest d'Ożarów Mazowiecki et à 19 kilomètres à l'ouest de Varsovie.
Le village a une population de 219 habitants en 2010.